# El Gouna FC
El Gouna  FC is een voetbalclub uit de Egyptische stad El Gouna in Hurghada. De club komt uit in de Egyptische Premier League, het hoogste niveau in Egypte.

## Geschiedenis
El Gouna FC werd opgericht in 2003. In haar eerste seizoen promoveerde de club al naar de Egyptische derde divisie. In het seizoen 2004/05 boekte het haar tweede promotie op rij, waardoor het vanaf 2005 in de Egyptian Second Division uitkwam. Na vier seizoenen in de tweede divisie promoveerde El Gouna voor het eerst in haar bestaan naar de Premier League. Daar bleef de club spelen tot 2015, toen het zestiende op twintig clubs eindigde. Na drie seizoenen in de Second Division keerde de club in 2018 echter terug naar de hoogste klasse.

## Bekende (oud-)spelers
- Luca Badr
- Mohamed Nagy
- Ahmed Said